# Mark Dvoretsky
Mark Izraïlevich Dvoretsky (Russisch: Марк Изра́илевич Дворе́цкий; Moskou, 9 december 1947 – aldaar, 26 september 2016) was een Russische schaaktrainer, schrijver en Internationaal Meester.

## Biografie
Dvoretsky werd geboren in Moskou in 1947. Hij leerde schaken toen hij ongeveer 5 of 6 jaar oud was. Hij begon zich echter pas echt toe te leggen op schaken en deel te nemen aan toernooien toen hij in de vijfde klas zat. Daarvoor had hij een andere interesse – wiskunde. Op een dag werd zijn wiskundeleraar vervangen, en hij vond de nieuwe leraar saai. Vervolgens verloor hij zijn interesse in wiskunde en richtte hij zich op schaken. Hij was 11–12 jaar oud toen hij zich inschreef in een schaakclub in Moskou. In 1975 kreeg hij de titel van Internationaal Meester (IM), en voor een tijd werd hij algemeen beschouwd als de sterkste IM ter wereld. Dit was te danken aan een aantal uitstekende resultaten: hij werd in 1973 kampioen van Moskou, eindigde gelijk als vijfde in een sterk Sovjetkampioenschap in 1974, en won het Wijk aan Zee B-groep toernooi van 1975 met een duidelijke voorsprong van anderhalf punt. Samen met een andere verdienstelijke prestatie op het Sovjetkampioenschap van 1975, waren deze resultaten een aanwijzing dat hij al het niveau van een grootmeester had.
Om persoonlijke redenen besloot hij echter geen actieve speler te blijven en volgde hij zijn verlangen om schaaktrainer te worden. Dit was iets wat hij had geprobeerd en leuk vond tijdens zijn studie aan de Universiteit van Moskou, en al snel verwierf hij een reputatie als succesvolle trainer die meer dan tweeduizend spelers opgeleid had tot het niveau van grootmeester. Evenzo werd gezegd dat gevestigde grootmeesters kampioenen konden worden onder zijn begeleiding, en zijn studentenlijst omvatte al snel vele schaakgrootheden. Garri Kasparov, Viswanathan Anand, Veselin Topalov, Evgeny Bareev, Joël Lautier en Loek van Wely behoren tot de spelers die de vruchten plukten van zijn coaching. Aleksej Drejev, Nana Aleksandria, Viktor Bologan, Ernesto Inarkijev en Aleksandr Motyljov waren enkele van zijn andere grote studenten. Valeri Tsjechov, Artoer Joesoepov, Sergej Dolmatov en Maxim Dlugy werden Junior Wereldkampioenen nadat ze door hem getraind waren.
Even opmerkelijk was zijn langdurige samenwerking met zijn mede-Moskoviet Artoer Joesoepov. Joesoepov schrijft veel van zijn schaaksuccessen toe aan Dvoretsky's trainingsmethoden en bereikte op zijn hoogtepunt de derde plaats in de wereld (achter Garri Kasparov en Anatoli Karpov) en bereikte de halve finale van het Wereldkampioenschap Kandidatentoernooi maar liefst drie keer. Ze publiceerden samen boeken en richtten in de jaren 90 een schaakschool op, waar veel van de huidige topgrootmeesters werden opgeleid. De studenten van Dvoretsky en Joesoepov zijn onder andere Peter Svidler, Sergej Movsesian, Aleksej Aleksandrov, Vasili Jemelin, Inna Gaponenko, Ilaha Kadimova, Ela Pitam, Vadim Zvjaginsev, Vladimir Baklan en Peter Kiriakov.
Dvoretsky schreef een reeks schaaktrainingsboeken. De serie begon met Secrets of Chess Training, dat de BCF Boek van het Jaar prijs won in 1991. Secrets of Chess Tactics, Opening Preparation, Technique for the Tournament Player, Positional Play en Attack and Defence volgden (de laatste vier samen geschreven met Artur Yusupov). Deze werden heruitgegeven door Edition Olms, een Zwitserse uitgeverij, als de 'School of Future Champions'-serie. Zijn boeken School of Chess Excellence, Endgame Analysis, Tactical Play, Strategic Play en Opening Developments werden gevolgd door Dvoretsky's Endgame Manual in 2003, dat hoog wordt gewaardeerd door toonaangevende professionele spelers.
Dvoretsky stierf op 26 september 2016 op 68-jarige leeftijd. In een interview in maart 2016 zei hij dat hij al jaren tegen kanker vocht.

## Boeken

### Oorspronkelijke serie
De Dvoretsky School-serie werd voor het eerst in het Engels gepubliceerd in deze edities:
- Mark Dvoretsky (1991). Secrets of Chess Training. B T Batsford Ltd, Londen. ISBN 0-7134-6287-6.
- Mark Dvoretsky (1992). Secrets of Chess Tactics. B T Batsford Ltd, Londen.
- Mark Dvoretsky en Artur Yusupov (1993). Training for the Tournament Player. B T Batsford Ltd, Londen. ISBN 0-7134-7238-3.
- Mark Dvoretsky en Artur Yusupov (1994). Opening Preparation. B T Batsford Ltd, Londen. ISBN 0-7134-7509-9.
- Mark Dvoretsky en Artur Yusupov (ca. 1995). Technique for the Tournament Player. B T Batsford Ltd, Londen. ISBN 0-7134-7722-9.
- Mark Dvoretsky en Artur Yusupov (1996). Positional Play. B T Batsford Ltd, Londen. ISBN 0-7134-7879-9.
- Mark Dvoretsky en Artur Yusupov (1998). Attack and Defence: how creative thought develops in a chessplayer. B T Batsford Ltd, Londen. ISBN 0-7134-8214-1.

### Heruitgaven en verdere werken
- Mark Dvoretsky. School of Chess Excellence 1: Endgame Analysis. Olms. ISBN 978-3-283-00416-3.
- Mark Dvoretsky. School of Chess Excellence 2: Tactical Play. Olms. ISBN 978-3-283-00417-0.
- Mark Dvoretsky. School of Chess Excellence 3: Strategic Play. Olms. ISBN 978-3-283-00418-7.
- Mark Dvoretsky. School of Chess Excellence 4: Opening Developments. Olms. ISBN 978-3-283-00419-4.
- Mark Dvoretsky; Artur Yusupov. Secrets of Chess Training: School of Future Champions 1. Olms. ISBN 978-3-283-00515-3.
- Mark Dvoretsky; Artur Yusupov. Secrets of Opening Preparation: School of Future Champions 2. Olms. ISBN 978-3-283-00516-0.
- Mark Dvoretsky; Artur Yusupov. Secrets of Endgame Technique: School of Future Champions 3. Olms. ISBN 978-3-283-00517-7.
- Mark Dvoretsky; Artur Yusupov. Secrets of Positional Play: School of Future Champions 4. Olms. ISBN 978-3-283-00518-4.
- Mark Dvoretsky; Artur Yusupov. Secrets of Creative Thinking: School of Future Champions 5. Olms. ISBN 978-3-283-00519-1.
- Mark Dvoretsky (2003). Dvoretsky's Endgame Manual (2020 editie). Russell Enterprises. ISBN 978-1-949859188.
- Mark Dvoretsky (2008). Dvoretsky's Analytical Manual. Russell Enterprises. ISBN 9781888690477.
- Mark Dvoretsky; Pervakov, Oleg (2009). Studies for Practical Players. Russell Enterprises. ISBN 978-1-888690-64-4.
- Mark Dvoretsky (2011). Tragicomedy in the Endgame. Russell Enterprises. ISBN 978-1936490042.
- Mark Dvoretsky (2014). For Friends and Colleagues Volume I - Profession: Chess Coach. Russell Enterprises. ISBN 978-1941270028.
- Mark Dvoretsky (2015). For Friends and Colleagues Volume II - Reflections on My Profession. Russell Enterprises. ISBN 978-1941270035.
- Mark Dvoretsky (2015). Recognizing your Opponents Resources. Russell Enterprises. ISBN 978-1941270004.
- Mark Dvoretsky (2016). Maneuvering: The Art of Piece Play. Russell Enterprises. ISBN 978-1941270370.
- Mark Dvoretsky (2018). Chess Lessons: Solving Problems & Avoiding Mistakes. Russell Enterprises. ISBN 978-1941270707.
- Mark Dvoretsky (2019). Chess Tests. Russell Enterprises. ISBN 978-1949859065.

## Opmerkelijke partijen
- Mark Izrailovich Dvoretsky vs Boris Gulko, Leningrad URS ch 1974, Engels Opening: Anglo-Indische Verdediging, Anglo-Grünfeld Variant (A16), 1-0
- David Bronstein vs Mark Izrailovich Dvoretsky, Ch URS (1 liga) 1974, Franse Verdediging: Steinitz Variant (C11), 0-1
- Attila Schneider vs Mark Izrailovich Dvoretsky, Frunze 1983, Semi-Slavische Verdediging: Botvinnik Systeem (D44), 0-1
- Mark Izrailovich Dvoretsky vs Vasily Smyslov, Odessa 1974, Spaanse Partij: Uitwisseling (C69), 1-0